# آشکارساز پوش

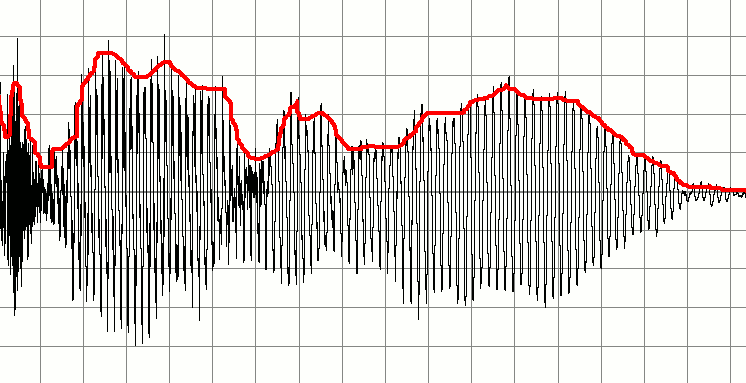
یک پوش (قرمز) یک سیگنال (سیاه) را مشخص می‌کند.

آشکارساز پوش (به انگلیسی: envelope detector) (گاهی آشکارساز پیک (به انگلیسی: peak detector) نامیده می‌شود) یک مدار الکترونیکی است که یک سیگنال (نسبتا) با فرکانس بالا را به عنوان ورودی می‌گیرد و از پوش سیگنال اصلی خارج می‌کند.

## آشکارساز دیودی
یک شکل ساده از آشکارساز پوش که در آشکارسازهای رادیوهای اولیه استفاده می‌شود، آشکارساز دیودی (به انگلیسی: diode detector) است. خروجی آن تقریباً یک نسخه ولتاژ-جابجاشده از پوش بالایی ورودی است.
بین ورودی و خروجی مدار، دیودی وجود دارد که یکسوسازی نیم‌موج را انجام می‌دهد و تنها زمانی که ولتاژ ورودی حدود یک افت دیود بالاتر از پایانه خروجی باشد، جریان قابل‌توجهی جریان پیدا می‌کند.
خروجی به یک خازن با مقدار {\displaystyle C} و مقاومت با مقدار {\displaystyle R} به موازات زمین متصل است. با نزدیک شدن ولتاژ ورودی به قله‌های مثبت خود، خازن شارژ می‌شود. در زمان‌های دیگر، خازن به تدریج از طریق مقاومت تخلیه می‌شود. مقاومت و خازن یک فیلتر پایین‌گذر مرتبه-۱ را تشکیل می‌دهند که فرکانس‌های بالاتر را با نرخ ۶- دسی‌بل در هر اکتاو بالاتر از فرکانس قطع {\textstyle {\tfrac {1}{2\pi RC}}} آن کاهش می‌دهد. ثابت زمانی RC فیلتر {\displaystyle (\tau {=}RC)} باید به اندازه کافی کوچک باشد تا شیب‌های پوش را که به سرعت در حال افول هستند دنبال کند و ولتاژ پوش را در هر قله "پُر کند" تا از برش‌زنی قله منفی جلوگیری شود.

### دمدولاسیون اِی‌اِم
آشکارسازهای پوش را می‌توان برای دمدوله کردن سیگنال مدوله‌شده با دامنه (اِی‌اِم) استفاده کرد. چنین وسیله‌ای اغلب برای دموله کردن سیگنال‌های رادیویی اِی‌اِم استفاده می‌شود زیرا پوش سیگنال مدوله‌شده معادل سیگنال باندپایه است. برای تضعیف کافی فرکانس فرکانس موج حامل {\displaystyle f_{\text{carrier}}} فرکانس قطع فیلتر پایین‌گذر باید بسیار کمتر از فرکانس موج حامل باشد. برای جلوگیری از قطع شدن قله منفی، سیگنال اصلی که مدوله می‌شود معمولاً به حداکثر فرکانس {\displaystyle f_{\text{max}}} برای محدود کردن حداکثر نرخ افتادن سیگنال اِی‌اِم، محدود می‌شود. برای به حداقل رساندن اعوجاج ناشی از تموج و برش‌زنی قله منفی، نامساوی زیر باید رعایت شود:
{\displaystyle {\frac {1}{f_{\text{carrier}}}}\ll \tau \ll {\frac {1}{f_{\text{max}}}}\;.}
در مرحله بعد، برای فیلتر کردن مولفه DC، خروجی می‌تواند از یک فیلتر بالاگذر ساده مانند خازن مسدودکننده DC عبور کند.

## ملاحظات کلی
اکثر آشکارسازهای پوش عملی از آشکارساز سیگنال نیم‌موج یا تمام‌موج برای تبدیل ورودی صوتی AC به سیگنال DC ضربانی استفاده می‌کنند. آشکارساز تمام موج هر دو قله مثبت و منفی پوش را ردیابی می‌کند. آشکارساز نیم‌موج قله‌های منفی را نادیده می‌گیرد، که ممکن است بر اساس کاربرد قابل قبول باشد، به خصوص اگر سیگنال ورودی حول محور افقی متقارن باشد. دیودهای ولتاژ آستانه پایین (مانند دیودهای ژرمانیوم یا شاتکی) ممکن است برای آشکارسازی پوش‌های بسیار کوچک ترجیح داده شوند.
فیلتر کردن برای هموارکردن نتیجه نهایی به ندرت بی‌نقص است و احتمالاً مقداری «تموج» روی خروجی باقی می‌ماند، به ویژه برای ورودی‌های فرکانس پایین مانند یک ابزار باس. کاهش فرکانس قطع فیلتر خروجی نرم‌تری می‌دهد، اما طراحان باید این را با پاسخ فرکانسی بالای مدار مصالحه کنند.

## تعریف پوش

یک سیگنال به رنگ آبی و بزرگی سیگنال تحلیلی آن به رنگ قرمز، که اثر پوش را نشان می‌دهد.

هر سیگنال {\displaystyle x(t)} اِی‌اِم یا اِف‌اِم را می‌توان به شکل زیر نوشت
{\displaystyle x(t)=R(t)\cos(\omega t+\varphi (t))\,}
در مورد ای‌ام، φ(t) (مولفه فاز سیگنال) ثابت است و می‌توان آن را نادیده گرفت. در اِی‌اِم، فرکانس حامل {\displaystyle \omega } نیز ثابت است؛ بنابراین، تمام اطلاعات موجود در سیگنال اِی‌اِم در R(t) است. R(t) پوش سیگنال نامیده می‌شود؛ بنابراین یک سیگنال اِی‌اِم توسط این تابع داده می‌شود
{\displaystyle x(t)=(C+m(t))\cos(\omega t)\,}
با m(t) نشان دهنده سیگنال پیام فرکانس صوتی اصلی، C دامنه حامل و R(t) برابر با C + m(t) است؛ بنابراین، اگر بتوان پوش سیگنال اِی‌اِم را استخراج کرد، پیام اصلی را می‌توان بازیابی کرد.
در مورد FM، ارسال شده {\displaystyle x(t)} دارای یک پوش ثابت R(t) = R است و می‌توان آن را نادیده گرفت. با این حال، بسیاری از گیرنده‌های FM به هر حال برای نشان‌دادن قدرت سیگنال دریافتی، پوش را اندازه می‌گیرند.

## آشکارساز دقیق
یک آشکارساز پوش نیز می‌تواند با استفاده از یک یکسوساز دقیق که یک فیلتر پایین‌گذر تغذیه می‌کند ساخته شود.

## اشکالات
آشکارساز پوش دارای چندین اشکال است:
- ورودی آشکارساز باید میان‌گذر فیلترشده حول سیگنال مورد نظر باشد، در غیر این صورت آشکارساز به‌طور همزمان چندین سیگنال را از دمدوله می‌کند. فیلترسازی را می‌توان با یک فیلتر تیون‌پذیر (به انگلیسی: tunable) یا به‌طور عملی تر، یک گیرنده سوپرهترودین انجام داد
- نسبت به آشکارساز ضربی بیشتر مستعد نویز است
- اگر سیگنال فرامدوله‌شده است (یعنی شاخص مدولاسیون بزرگتر از ۱)، اعوجاج رخ می‌دهد

بسیاری از این اشکالات نسبتاً جزئی هستند و معمولاً برای سادگی و هزینه کم استفاده از آشکارساز پوش، بده‌بستان قابل قبولی هستند.

## صوت
آشکارساز پاکت گاهی به عنوان پوش پیرو (به انگلیسی: envelope follower) در محیط‌های موسیقی شناخته می‌شود. هنوز هم برای آشکارکردن تغییرات دامنه سیگنال ورودی برای تولید سیگنال کنترلی مشابه آن تغییرات استفاده می‌شود. با این حال، در این مورد سیگنال ورودی از فرکانس‌های شنیداری تشکیل شده است.
پوش پیرو نوین را می‌توان اجرا کرد:
1. به‌طور مستقیم به صورت سخت‌افزار الکترونیکی،
2. یا به‌صورت نرم‌افزار با استفاده از پردازنده سیگنال دیجیتال (DSP) یا
3. روی یک CPU عمومی

## یادداشت
1. ↑  یا پیک به بالاترین قسمت یک موج گفته می‌شود
2. ↑  یعنی معادله دیفرانسیل حاکم بر آن مرتبه یک است یا در حوزه فرکانس معادله مشخصه تنها یک قطب دارد